# Amphibiocapillaria serpentina
Espèce
Synonymes
- Capillaria serpentina Harwood, 1932 (protonyme)

Amphibiocapillaria serpentina est une espèce de nématodes de la famille des Capillariidae.

## Hôtes
Amphibiocapillaria serpentina parasite le tube digestif de tortues, comme la Tortue serpentine (Chelydra serpentina), la Tortue peinte (Chrysemys picta), Trachemys decussata et Sternotherus odoratus.

## Répartition
Amphibiocapillaria serpentina est connu du Sud de l'Amérique du Nord et de Cuba.

## Taxinomie
L'espèce est décrite en 1932 par l'helminthologiste américain Paul Duane Harwood, sous le protonyme Capillaria serpentina. En 1986, le parasitologiste tchèque František Moravec déplace l'espèce dans son genre actuel, Amphibiocapillaria.